# Kloster Srbanes

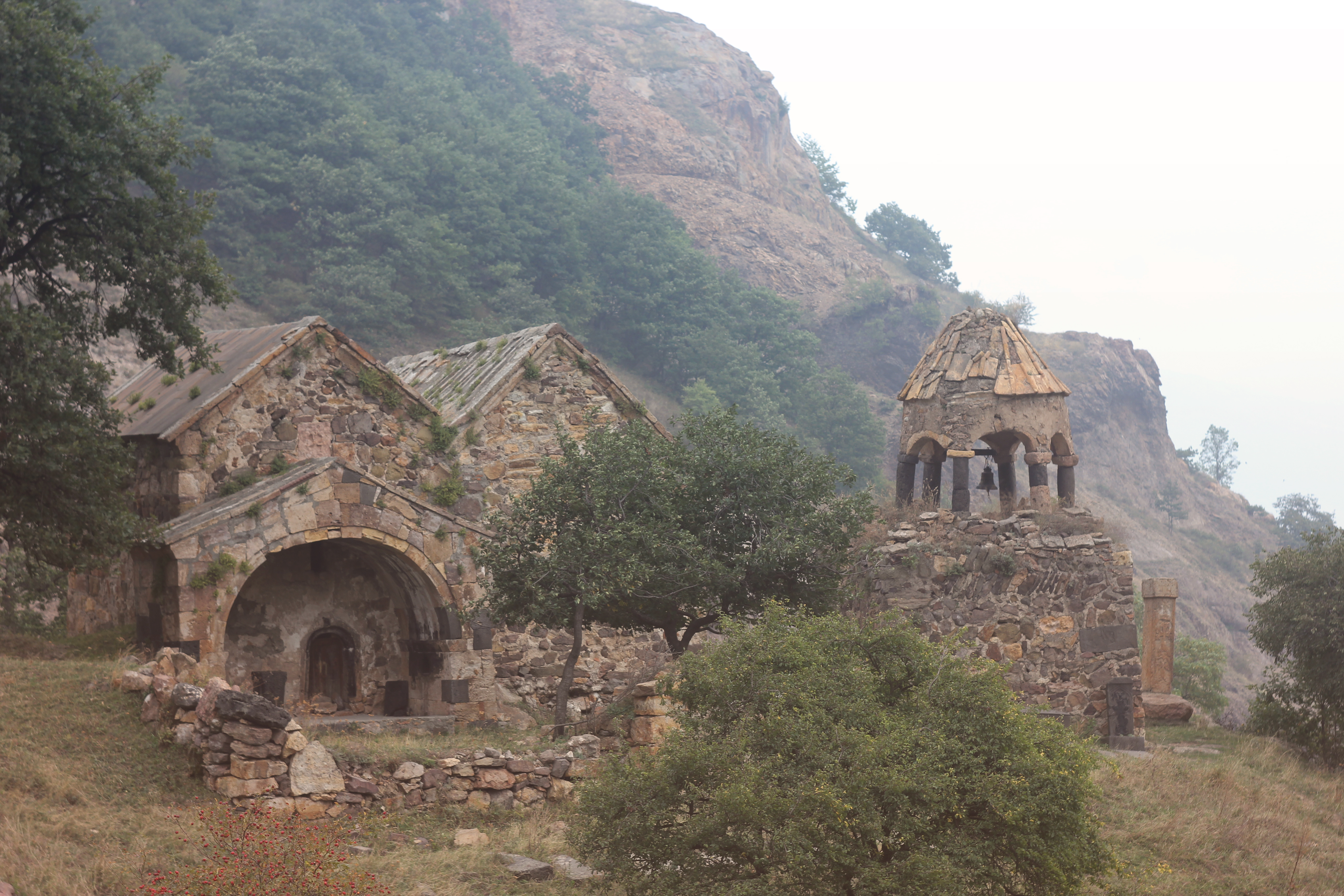
Kloster Srbanes

Das Kloster Srbanes (Kloster St. Johannes der Täufer, auch: Kloster Hovhan Odznetsi oder Kloster Ardvi) ist ein ehemaliges Kloster der Armenischen Apostolischen Kirche am Rande des Dorfes Ardvi in der Provinz Lori im Norden von Armenien. Gegründet wurde es im 8. Jahrhundert. Heute ist es eine Ruine. Sergei Paradschanow drehte Teile seines Films Die Farbe des Granatapfels in Srbanes.

## Lage
Das Kloster liegt auf einer Anhöhe etwa sechs Kilometer nordwestlich des Dorfes Ardvi.

## Baubeschreibung

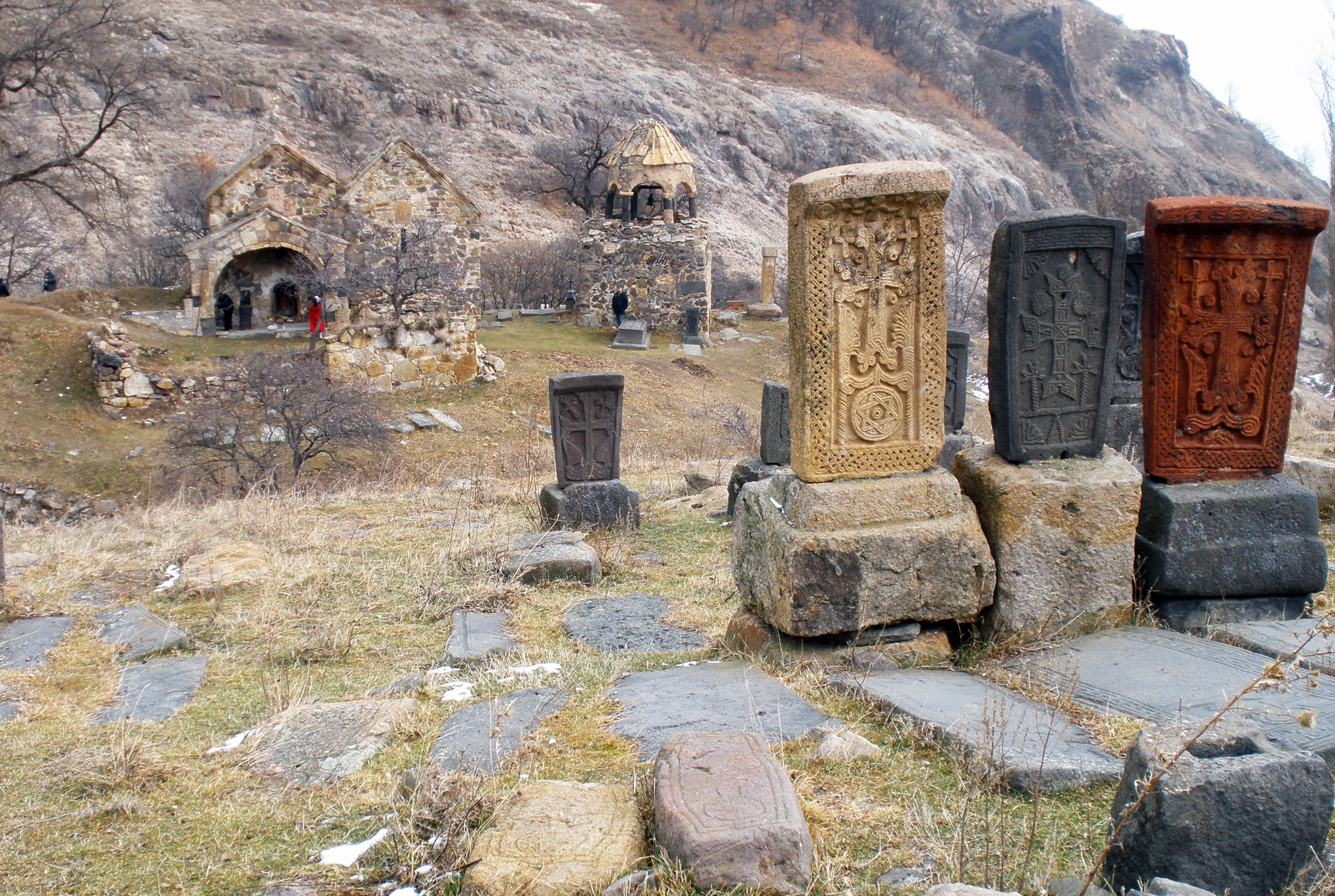
Der Friedhof auf dem westlichen Hügel des Klosters

Der Klosterkomplex ist von einer niedrigen Mauer umgeben. Er besteht aus den Überresten zweier kleiner Kirchen, eines Glockenturms, eines quadratischen Obelisken sowie den Überresten mehrerer Wohn- und Wirtschaftsgebäude. Die Gebäude wurden mit Ausnahme von drei Reihen der nordöstlichen Mauern, die aus herausgeschnittenen Steinen gebaut wurden, aus Andesit errichtet.
Am Baustil der nördlichen Kirche ist erkennbar, dass sie weit älter als die anderen Gebäude ist, die größtenteils aus dem 17. Jahrhundert stammen. Im Zuge der Errichtung der anderen Gebäude wurde vermutlich auch die alte Kirche wiederaufgebaut oder restauriert. Beide Kirchen sind einschiffige Hallenkirchen. Sie wurden aus kleinen unregelmäßigen Andesitsteinen gebaut. Nur die drei untersten Reihen der Ostwand wurden mit großen, glatt behauenen Steinen gemauert. Die beiden Gotteshäuser sind an einer Längswand miteinander verbunden, wo sich auch der Eingang befindet. Die nördliche Kirche ist kleiner. Sie hat einen viereckigen Gebetsraum und eine hufeisenförmige Apsis. In früheren Zeiten hatte sie auch einen Zugang im Westen, der aber lange verschlossen ist. Im 13. Jahrhundert wurde ihr westlich eine kleine überwölbte Eingangshalle vorgebaut. Der Boden der südlichen Kirchenhalle ist mit Grabsteinen übersät.
Der Glockenturm wurde im 17. Jahrhundert im südlichen Teil des Klosters errichtet. Sein Erdgeschoss ist kubisch und wird von einer Rotunde gekrönt, die von sechs Säulen getragen wird.
Auf dem westlichen Hügel liegt ein Friedhof mit zahlreichen Grabsteinen und Chatschkaren (kunstvoll behauene Gedächtnissteine mit einem Reliefkreuz in der Mitte, das von geometrischen und pflanzlichen Motiven umgeben ist).

## Geschichte
Hovhan Odzneci gründete das Kloster im Jahre 726. Odzneci war von 717 bis 728 der 34. Katholikos der Armenischen Kirche und ein bekannter Theologe, Rechtsanwalt, Denker und Reformer. Er ist der Urheber zahlreicher Scharaknoz (gottesdienstlicher Gesänge im Armenischen Ritus). Als sein Hauptwerk gilt eine Sammlung von Gesangstexten aus der Liturgie der orthodoxen Kirchen. Das von ihm verfasste Buch der Regeln gilt als erste Sammlung armenischen Kirchenrechts. Er wurde später von der Armenischen Kirche als St. Hovhannes Imastaser (der Weise) heiliggesprochen.

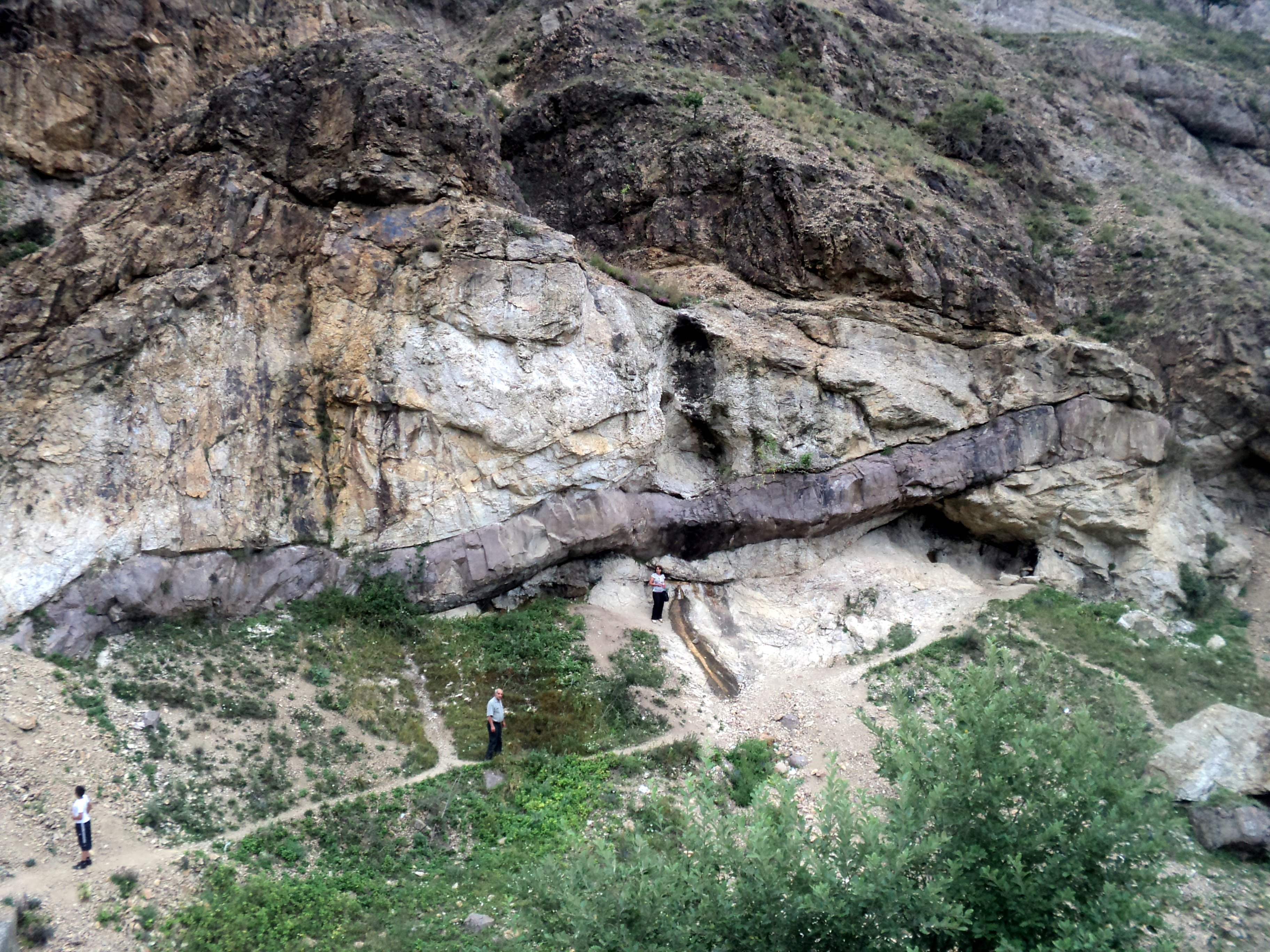
Die an einen Drachen erinnernden Felsen auf dem Weg nach Srbanes

Um Odzneci rankt sich eine lokale Legende: Auf dem Weg nach Srbanes gibt es zwei lange Steine in den Felsen, die aussehen wie zwei Drachen, die aus dem Fels hervortreten. Nach ihnen wurde der Ort Schlangennabel genannt. Dem Wasser der dortigen Quelle wird heilende Wirkung nachgesagt. Der Überlieferung zufolge kamen die beiden Drachen während der Messe durch die Felsschlucht in das Dorf. Odzneci, der in diesem Moment die Messe hielt, überwand die beiden Angreifer. Sie wurden daraufhin an die Felsen gefesselt. Nach der Messe schlug er mit einem Rohrstock auf die Köpfe der Darschen und sagte: 
Ihr sollt euch in Stein verwandeln. Wasser soll aus euren Herzen kommen und die Kranken heilen.
Hovhan Odzneci wurde im Kloster begraben. Der Grabstein von Hovhan Odzneci steht im Hof des Klosters. Sein Grab befindet sich in der Kirche.
Stepanos Tarinyan ließ Srbanes im 19. Jahrhundert rekonstruieren. Weitere Restaurierungsarbeiten erfolgten 1902 im Auftrag von Melikset Kalantaryan. 1969 drehte der Regisseur Sergei Paradschanow Teile seines Films Die Farbe des Granatapfels (Originaltitel: Նռան գույնը (Nran Guyne), Саят-Нова (Sayat-Nova)) in Srbanes, der zu den bemerkenswertesten Beispielen des jüngeren sowjetischen Films zählt.